# Bajo el mismo cielo
Bajo el mismo cielo è una canzone della cantante portoricana Kany García. È la colonna sonora della serie messicana Capadocia ed è stata inserita nell'edizione speciale di Cualquier día.

## Video musicale
Il video del brano è stato creato prendendo diverse scene della serie tv. In alcune parti viene mostrata Kany esibirsi con la sua band, inoltre altre scene mostrano l'artista cantare seduta su un sofa.